# Möbeldesignmuseum
Möbeldesignmuseum är ett svenskt privat formgivningsmuseum för möbeldesign i Stockholm, som grundades i februari 2018 av Kersti Sandin Bülow och Lars Bülow.
Museet är baserat på paret Bülows privata samling av drygt 800 objekt från 1800-talet fram till i dag av drygt 300 formgivare från olika länder. Det ligger i Magasin 6 i Frihamnen i Stockholm.